# ارنی آدامز (بازیکن فوتبال، زاده ۱۹۴۸)
ارنی آدامز (انگلیسی: Ernie Adams؛ زادهٔ ۱۷ ژانویهٔ ۱۹۴۸) بازیکن فوتبال اهل بریتانیا است.
از باشگاه‌هایی که در آن بازی کرده‌است می‌توان به باشگاه فوتبال دارلینگتون، باشگاه فوتبال کولچستر یونایتد، باشگاه فوتبال کرو آلکساندرا، باشگاه فوتبال آرسنال، و باشگاه فوتبال کروک تاون اشاره کرد.